# Rimaya

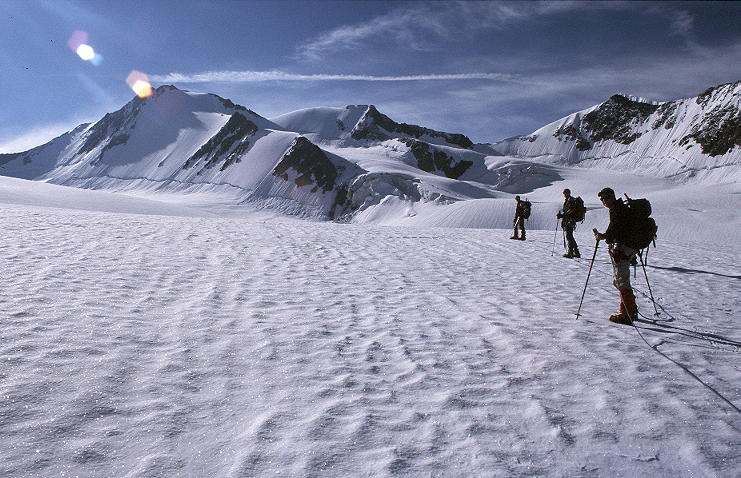
Uma Rimaya ao longo da montanha

Rimaya, é um galicismo - Rimaye - que designa uma crevasse num glaciar situada entre o gelo, em movimento, e a parede, imóvel, da montanha. Forma-se justamente pela acção de raspar contra as paredes. Também se pode observar este fenómeno, no fim da estação, nas encostas nevadas.
Em alpinismo, constitui um ponto chave da passagem do glaciar à montanha, pois se não está coberta de neve dura pode ser muito difícil a passar, pois há casos onde pode ultrapassar os 5 m

## Origem
A palavra rimaye tem origem numa palavra do dialecto saboiardo -  departamento da Saboia, da França - que provém do latim rima com o significado de fenda.